# Ну, погоди! (выпуск 9)
Ну, погоди! (выпуск 9) — девятый мультипликационный фильм из серии «Ну, погоди!».

## Сюжет
Волк-телезритель пытается разломить сушёную воблу. Внезапно вместо футбольного матча по телевизору начинают транслировать Зайца, исполняющего «Песенку о капитане».
Волк прибегает в телецентр и проходит мимо разных студий, где записываются: «Спокойной ночи, малыши!», утренняя зарядка, сценка Вероники Маврикиевны и Авдотьи Никитичны и телерепортаж футбольного матча. Затем он заглядывает в кинозал, где транслируется военный фильм.
В ходе погони Волк и Заяц оказываются в различных павильонах, где снимаются: рок-группа «Dvornjagi» с песней «У попа была собака», Медведи-акробаты и Кот-маг. В декорации зала старинного замка происходит сражение главных героев.

## Создатели
| Авторы сценария           | Александр Курляндский, Аркадий Хайт |
| Режиссёр                  | Вячеслав Котёночкин |
| Художник-постановщик      | Светозар Русаков |
| Оператор                  | Светлана Кощеева (в титрах — С. Кащеева) |
| Звукооператор             | Георгий Мартынюк |
| Композитор                | Геннадий Савельев |
| Ассистенты                | Елена Туранова, Алла Горева, Людмила Крутовская |
| Монтажёр                  | Маргарита Михеева |
| Художники-мультипликаторы | Виктор Арсентьев, Олег Комаров, Юрий Бутырин, Владимир Зарубин, Олег Сафронов, Виктор Лихачёв                                                                 |
| Художники                 | Сергей Маракасов, Вера Харитонова |
| Роли озвучивали           | Анатолий Папанов — Волк, Клара Румянова — Заяц, Геннадий Хазанов — ведущий утренней зарядки, футбольный комментатор, Вероника Маврикиевна и Авдотья Никитична |
| Редактор                  | Аркадий Снесарев |
| Директор картины          | Фёдор Иванов |

Песенку композитора Геннадия Савельева исполняет ансамбль «Оловянные солдатики».

## Музыка
- Образцовый военный оркестр Почётного Караула. Дирижёр Георгий Николаев — «Футбольный марш» (Матвей Блантер);
- Billy Vaughn and his orchestra — «Wheels» (Torres - Stephens);
- Олег Анофриев. Инстр. ансамбль п. р. Б. Фрумкина — «Спят усталые игрушки» (Аркадий Островский) (Стихи З. Петровой);
- L'Orchestre de Franck Pourcel — «Little Man»;
- Le Grand Orchestre De Paul Mauriat — «Tante Agathe» (Jean Kluger / Frank Gerald);
- Bill Haley & His Comets — «Caravana».

Специально для мультфильма Геннадий Савельев написал песню «У попа была собака», которую исполнил ансамбль «Оловянные солдатики»: Сергей Харитонов, Юрий Лашкарев, Арсен Адамян, Виктор Гусев.
По телевизору Заяц поёт «Песенку о капитане» из кинофильма «Дети капитана Гранта».
В эпизоде с титрами звучит неизменная музыкальная композиция «Водные лыжи» Тамаша Деака в исполнении вокального ансамбля «Гармония» и инструментального ансамбля «Деак».